# Eric Vanlessen
Eric Vanlessen (Hoeselt, 24 juli 1948) is een gewezen voetballer en voetbalcoach.

## Carrière
Eric Vanlessen debuteerde bij Patria Tongeren en trok nadien naar FC Winterslag. Met die club dwong hij in 1975 de promotie naar Eerste Klasse af. Nadien belandde de verdediger bij KSC Lokeren, waar Ladislav Novák als coach aan de slag was. In zijn eerste seizoen speelde hij regelmatig, nadien kwam hij minder vaak in actie. Hij verhuisde in 1977 naar Sporting Charleroi.
In zijn eerste seizoen bereikte hij met Charleroi de finale van de Beker van België. Zelf speelde hij de finale niet en de Zebra's verloren met 2-0 van KSK Beveren. In de competitie flirtte de club met de degradatie. In 1979 keerde Vanlessen terug naar FC Winterslag. In 1981 veroverde hij met de Limburgse club een Europees ticket. Winterslag nam een seizoen later deel aan de UEFA Cup en schakelde daarin verrassend Arsenal FC uit. Vanlessen was toen aanvoerder van de Limburgers. Een jaar later verliet hij Winterslag definitief.

## Trainer
Meteen na zijn spelerscarrière werd Vanlessen speler-coach bij zijn ex-club Sporting Charleroi, dat toen in Tweede Klasse speelde. Na één jaar werd hij opgevolgd door André Colasse en trok hij zelf naar Sint-Truiden VV. Na één jaar werd hij opgevolgd door Guy Mangelschots, ondanks een puike vijfde plaats in Tweede Klasse. Bij STVV had hij jongeren als Danny Boffin laten doorstoten naar het eerste elftal.
Hij werd nadien trainer bij SK Tongeren en keerde vervolgens terug naar Charleroi, waar hij spelers als Raymond Mommens, Philippe Albert, Dante Brogno en Jacky Mathijssen onder zijn hoede kreeg. Tijdens het seizoen 1989/90 werd hij ontslagen en opgevolgd door Georges Heylens. Zelf ging hij dan aan de slag bij SK Tongeren. Die club leidde hij in 1993 naar de eindronde. In 1995 werd hij aangesteld als de opvolger van Pier Janssen bij Patro Eisden. Vanlessen werd door de club uit Maasmechelen in 1998/99 aan de deur gezet.